# 田一倫
田一倫（1618年10月4日—1650年代），號又田，北直隸順德府內丘縣人，清朝政治人物。

## 生平
田一倫是明崇禎十二年（1639年）順天鄉試舉人，清順治二年（1646年）成進士，初授刑部觀政，官解州知州，順治七年（1650年）調為郴州知州，卒於任內。他胸懷廣闊，人以金玉君子目之。

## 家族
曾祖田朝，鄉飲賓；祖父田廣，沁州吏目；父田見龍，天啟元年舉人。

## 引用
1. 1 2  道光《內邱縣志·卷二》：甲榜……清 順治年 丙戌科 田一倫 鄉試崇禎己卯，號又田，仕解州知州，改補郴州知州，卒于官，沖襟雅度，金玉君子也。
2. 1 2  《順治三年丙戌科進士三代履歷》：田一倫 曾祖朝，鄉飲；祖廣，沁州吏目；父見龍，舉人。又田，易四房，戊午八月十六日生，內丘人，己卯四十一名，會試七十七名，三甲十五名，刑部觀政，授山西解州知州，庚寅補郴州知州。